# Distretto di Yuci
Il distretto di Yuci (榆次区S, Yúcì QūP) è un distretto della Cina, situato nella provincia dello Shanxi e amministrato dalla prefettura di Jinzhong.